# Hölle am weißen Turm
Hölle am weißen Turm (Originaltitel The White Tower) ist ein US-amerikanischer Abenteuerfilm von 1950 unter der Regie von Ted Tetzlaff. Carla Alten (Alida Valli), die Tochter eines abgestürzten Bergsteigers, und fünf weitere Personen wagen in den Schweizer Alpen den Aufstieg zum Gipfel des Weißhorns. So unterschiedlich wie sie selbst sind, ist auch ihre Motivation für diese gefährliche Bergtour. Der Architekt Martin Ordway (Glenn Ford) geht in erster Linie mit, weil er mehr als nur Sympathie für Carla hegt. Weitere Teilnehmer sind neben dem Bergführer Andreas (Oskar Homolka) der Schriftsteller Paul Delambre (Claude Rains), Dr. Nicholas Radcliffe (Cedric Hardwicke) und ein Deutscher mit Namen Hein (Lloyd Bridges).
James Ramsey Ullman lieferte die Vorlage für das Drehbuch. Seine Geschichte erschien erstmals 1945 in Philadelphia.

## Handlung
Die Italienerin Carla Alten ist einige Jahre nach Ende des Zweiten Weltkriegs nach Kandermatt, den Schweizer Schicksalsort ihres Vaters Alessandro, eines berühmten Bergsteigers, zurückgekehrt. In einer kleinen Familienpension, deren Inhaber schon ihren Vater gut kannten, macht sie die Bekanntschaft mehrerer Gäste, wie die des Amerikaners Martin Ordway, eines ehemaligen Bomberpiloten, des schriftstellernden französischen Bergsteigers Paul Delambre und dessen Frau Astrid sowie des Deutschen Siegfried Hein.
Zu Carlas Enttäuschung teilt ihr der Schweizer Bergführer Andreas mit, dass aus ihrem Plan, das Weißhorn zu besteigen, das ihrem Vater einst zum Verhängnis wurde, wohl nichts werden wird. Er habe niemanden gefunden, der dieses Wagnis eingehen wolle. Auch ist der erfahrene Mann der Meinung, dass Carlas Motiv, diesen Berg unbedingt bezwingen zu wollen, keine gute Grundlage bilde. Sie habe es nie verwunden, dass ihr Vater bei seinem Versuch der Erstbesteigung sein Leben verloren habe. Sie sei davon besessen, das Weißhorn für ihren Vater bezwingen zu müssen.
Carla versucht nun auf eigene Faust, eine Truppe zusammenzubekommen und fragt zuerst Martin Ordway, der jedoch ablehnt und wissen will, was er davon habe, wenn er oben auf dem Gipfel angekommen sei, und warum es für sie so überaus wichtig sei, das Weißhorn zu bezwingen. Sie erzählt ihm die Geschichte ihres Vaters und dass sie dessen Lebenstraum erfüllen wolle. Martin seinerseits berichtet ihr, dass er inzwischen als Architekt arbeite und versucht bei dieser Gelegenheit herauszubekommen, ob Carla gebunden ist. Schließlich rät er ihr, den Deutschen Hein zu fragen, der ein ausgezeichneter Bergsteiger sei. Carla, die Hein für einen verkappten Nazi hält und nicht leiden kann, will davon jedoch nichts wissen.
Als sie Paul Delambre fragt, ist dieser sofort Feuer und Flamme, da er mit seinem Buch, das die Besteigung des Weißkopfs und den Sinn des Lebens zum Thema hat, nicht so recht weiterkommt und weiterem Streit mit seiner attraktiven Frau Astrid, die nichts verstehe und mit der jedes Gespräch sinnlos sei, aus dem Weg gehen will. Trost suchte er mehr als einmal im Alkohol. Neben dem britischen Naturforscher Dr. Radcliffe, einem alten Freund der Familie, ist natürlich auch der Bergführer Andreas mit von der Partie. Und nachdem Martin noch einmal nachgehakt hat, überwindet sich Carla, auch Hein zu fragen, der nach kurzem Zögern zustimmt, mitzugehen. Letztendlich ändert auch Martin seine Meinung und begibt sich mit auf die schwierige Tour.
Der Aufstieg ist, wie erwartet, nicht ohne, auch wenn die Truppe anfangs gut vorankommt. Dr. Radcliffe meint zu Martin: „Einen Berg zu bezwingen heißt Selbstvertrauen und Mut zu gewinnen.“ Je höher man kommt, desto schwieriger wird der Aufstieg. An einer besonders komplizierten Stelle, die Andreas Kopfzerbrechen bereitet, übernimmt Hein die Führung und überwindet die Distanz mit äußerster Willenskraft und ebnet so auch den Weg für die anderen. Als man Dr. Radcliffe hochziehen will, verklemmt sich dessen Seil, und wieder ist es Hein zu verdanken, dass die gefährliche Situation gemeistert wird. Dr. Radcliffe erkennt, dass er zur Basisstation umkehren muss. Andreas begleitet ihn zu seinem Schutz, und beteuert, dass er in etwa drei Stunden wieder bei der Truppe sein werde. Hein hat etwas dagegen, dass man wartet. Delambre schließt sich ihm an, Martin und Carla bleiben zurück. Ganz unvermittelt fragt Martin die verdutzte Carla, ob sie ihn heiraten wolle.
Als Andreas zurück ist, setzen die drei den Aufstieg fort und stoßen nach einer Weile auf Hein und Delambre. Delambre sei sehr müde, er solle zurückbleiben meint Hein, er schwäche die Gruppe nur. Die anderen machen ihm jedoch klar, dass man zusammenbleiben werde. Da Delambre in der folgenden Nacht die von ihm mitgeführte Flasche mit Alkohol fast völlig leert, kommt es nicht in Frage, den Aufstieg mit ihm fortzusetzen. Delambre will jedoch, dass die anderen weitergehen und so nimmt man ihm das Versprechen ab, im schützenden Zelt auf ihre Rückkehr zu warten.
Zu viert begibt sich die Truppe auf den schwierigsten Teil des Aufstiegs. Je näher man dem Gipfel kommt, desto unwirtlicher wird das Wetter. Delambre schreibt inzwischen seinen Roman zwar zu Ende, zerreißt ihn dann aber und lässt die Blätter davonwehen. Dann entfernt er sich vom Zelt, das Feuer fängt, und verschwindet im Schneesturm. Andreas spürt, dass irgendetwas mit Delambre ist und entschließt sich, zurückzugehen, um nach ihm zu schauen. Die drei sollen warten, bis er zurück ist. Hein stellt sich jedoch gegen Martin und Carla und meint, Andreas werde sowieso nicht zurückkommen, er werde den Gipfel am frühen Morgen allein besteigen. In der Zwischenzeit hat Andreas das abgebrannte Zelt entdeckt, aber keine Spur von Delambre. Er weiß, was das bedeutet und schlägt das Kreuzzeichen.
Wie angekündigt, hat Hein sich inzwischen von Carla und Martin abgesetzt und ist auf dem Weg zum Gipfel. Obwohl Carla nicht damit einverstanden ist, folgt Martin, der keine Schneebrille bei sich hat, Hein. Schon bald ist er vom Schnee so geblendet, dass er kaum noch etwas sieht, geht aber trotzdem weiter. Als er auf Hein stößt, kanzelt der ihn mit der sarkastischen Bemerkung ab, dass unglücklicherweise eine schneebedeckte Traverse vor ihnen liege und er Martin nun nicht mehr mit seinen Fußabdrücken helfen könne. Überhaupt behandelt ihn der Deutsche herablassend und meint, er sei stark und Martin schwach. Er habe einen eisernen Willen und Martin habe ihn nicht, weil er für ein Prinzip klettere, das Prinzip der Überlegenheit, das Erkämpfen, Siegen und Erobern heiße und er, Martin, genau wie der traurige Rest, klettere hingegen nicht für irgendwelche Ideale. Kaum hat er das gesagt, gerät er ins Rutschen. Martin will ihm helfen, doch Hein ergreift die ihm dargebotene Hand nicht. Als er weiter abrutscht, bewahrt Martin ihn im letzten Moment vor dem Absturz, erntet aber keinen Dank. Wieder will Hein es allein versuchen und stürzt nun endgültig in die Tiefe. Trotz seiner Schneeblindheit kämpft Martin sich weiter vorwärts dem Gipfel zu.
Inzwischen haben auch der zurückgekehrte Andreas und Carla die gefährliche Stelle mit dem Schneebrett entdeckt und stoßen, nachdem sie es überwunden haben, auf Martin, der inzwischen fast vollständig schneeblind ist. Obwohl der Gipfel nicht mehr weit ist, entschließt sich Carla für den Abstieg, um Martins Augenlicht nicht weiter zu gefährden. Auf seine unausgesprochene Frage meint sie nur, der Gipfel sei nun nicht mehr wichtig für sie. Zu Viert kehrt man ins Tal zurück. Wieder auf dem Weg der Besserung will Martin von Carla wissen, ob sie es nicht bereuen werde, nicht weitergegangen zu sein. „Nein, niemals“, ist ihre Antwort.

## Entstehungsgeschichte
RKO Pictures kaufte im März 1946 für 150.000 $ die Rechte an James Ramsey Ullmans Roman. Edward Dmytryk sollte Regie führen und Ullman am Drehbuch mitarbeiten, das von dem Schriftsteller Paul Jarrico im ersten Entwurf erstellt worden war. Ullman war der Ansicht, dass die allegorische Bedeutung seines Romans im Drehbuch zu kurz gekommen sei. Seine Mitarbeit am fertigen Drehbuch hat sich nicht bestätigt. Das Studio kündigte an, dass Lilli Palmer für die weibliche Hauptrolle und Paul Lukas für den männlichen Hauptpart im Film vorgesehen seien und die Dreharbeiten in der Schweiz im Juni 1947 beginnen sollten. Der Termin wurde jedoch wegen Schwierigkeiten in Europa verschoben und RKO gab kurz darauf bekannt, dass die Bergaufnahmen in den kanadischen Rocky Mountains und weitere Aufnahmen in Hollywood gedreht werden sollten. Dmytryk, Artdirector Alfred Herman, Kameramann J. Roy Hunt und Standort-Direktor Lou Shapiro begaben sich dorthin, um die Bedingungen vor Ort zu prüfen. Das Studio erklärte dann jedoch überraschend, dass man das Projekt erst einmal für mindestens ein Jahr auf Eis legen werde. Die Gründe waren verschiedener Natur, einmal seien die kanadischen Rockies als Drehort ungeeignet, da sie den Alpen so gar nicht entsprächen, zum anderen wurden Arbeitsprobleme in der Schweiz genannt, und außerdem sei gerade erst Irving Allens Bergsteigerdrama High Conquest, das eine sehr ähnliche Handlung beinhaltete, erschienen. Bis 1949 schlummerte das Projekt. Dmytryk und RKO-Mitarbeiter Adrian Scott waren bereits 1947 vor das Komitee für unamerikanische Umtriebe (HUAC) geladen und im Zuge weiterer Ermittlungen mit einem Berufsverbot belegt worden. RKO feuerte beide. Das Studio benannte dann Irving Allen und Franchot Tone als Ersatz sowie Glenn Ford und Oskar Homolka für die männlichen Hauptrollen. Ted Tetzlaff wurde als Regisseur benannt. Janet Leigh, die bei MGM unter Vertrag stand, wurde als neuer weiblicher Star angekündigt. Der Schweizer Kameramann Richard Angst wurde als Standfotograf benannt und der französische Filmarchitekt René Renoux als Produktionsdesigner. Als weiterer Kameramann wurde der Schweizer Tony Braun benannt. Ende Juni 1949 hieß es dann, dass John Garfield Glenn Ford ersetzen solle und Alida Valli Janet Leigh. Bei Leigh gäbe es Probleme sie bei MGM auszulösen. Ford wiederum hatte die Rolle angenommen unter der Bedingung, dass Leigh an seiner Seite spiele. Ford besann sich dann zwar anders, geriet aber eine Woche später erneut mit dem Studio in Konflikt, diesmal wegen der Höhe seiner Gage. Nun wurde Mel Ferrer als Ersatz für Ford in die Waagschale geworfen. Mitte Juli 1949 wurde das Filmteam um den Kameramann Ray Rennahan erweitert und Ford handelte eine neue Gage von 125.000 Dollar aus. Valli erhielt für ihren Part 75.000 Dollar. Auch Richard Basehart wurde als Darsteller angekündigt, war aber im fertigen Film nicht zu finden.

## Produktion
Gedreht wurde in der Auvergne-Rhône-Alpes im Département Haute-Savoie in Frankreich nördlich des Mont Blanc, dem höchsten Gipfel der Alpen nahe Chamonix. Weitere Aufnahmen entstanden in den RKO-Path-Studios in Culver City in Technicolor. Für die Dreharbeiten im Studio wurde ein Berg-Set nachgebildet und aufgebaut. Produzent Sid Rogell und June Clayworth, die die undankbare Rolle der ihren Ehemann quälenden Frau spielt, waren seit 1938 ein Ehepaar.

## Veröffentlichung
In der Bundesrepublik Deutschland kam Hölle am weißen Turm am 10. August 1951 ins Kino, in Österreich unter demselben Titel im Februar 1952.
- Vereinigtes Königreich: 1950
- USA: 24. Juni 1950
- Schweden: 20. November 1950 unter dem Titel Vita tornet
- Finnland: 16. Februar 1951 unter dem Titel Valkoinen torni
- Portugal: 5. März 1951 unter dem Titel A Torre Branca
- Dänemark: 26. April 1951 unter dem Titel Det hvide tårn
- Australien: 20. Juli 1951
- Japan: 29. Juli 1952
- Argentinien unter dem Titel La torre blanca
- Brasilien unter dem Titel Neve e Sangue, alternativ Sangue e Neve
- Spanien unter dem Titel La muntanya tràgica
- Frankreich unter dem Titel La tour blanche
- Griechenland unter dem Titel O lefkos pyrgos
- Italien unter dem Titel La torre bianca
- Niederlande unter dem Titel De berg der verschrikking

Der Film wurde von RKO Radio Films auf DVD herausgegeben.

## Rezeption und Nachwirkung
Das Urteil von Filmdienst.de fiel gemischt aus: „Ein in der Konstruktion unglaubwürdiges, symbolisch überhöhtes Bergdrama aus den Schweizer Alpen, immerhin mit viel Routine, spannenden Actionszenen und ansehnlicher Landschaftsfotografie zu einem unerhaltsamen Abenteuer verdichtet.“
Cinema sah ein routiniertes Abenteuer mit spannenden Actionszenen.
Variety war der Ansicht, dass in den Film eine starke emotionale Wirkung eingeschweißt sei und Paul Jarrico aus Ullmans Roman Bilder mit elementarem Reiz gestaltet habe, die den Kampf des Menschen, der die Natur erobern wolle, unterstreichen würden. Im Falle des von Lloyd Bridges verkörperten Deutschen nutze der Film die Möglichkeit, die kalte Brutalität und die Ansprüche, die er als Übermensch eines Herrenvolkes beanspruche, zu verdeutlichen.
Bosley Crowther von der New York Times stellte besonders auf die Szenen im Berggebiet ab und war der Ansicht, dass es eine intensivere Darstellung von Bergsteigen in letzter Zeit im Film nicht gegeben habe. Ted Tetzlaff bescheinigte er, die Geschichte in einem realistischen Stil ins Bild gesetzt zu haben. Er habe sehr viele große und spannende Szenen im Alpenpanorama in Technicolor sorgfältig gefilmt, und die knisternde Spannung an den steilen Felswänden und die atemberaubende Schönheit eingefangen, die sich vor den Augen der Kletterer entfalte. Auch der peitschende Schneesturm in düsterer Höhe sowie der Schrecken eines tödlichen Ausrutschers sei beeindruckend in der Darstellung. Nicht einverstanden war Crowther mit den vielen Erklärungen zu den verschiedenen symbolischen Handlungen, die man auch als langweiliges Geschwätz bezeichnen könne. Den Akteuren bescheinigte der Kritiker, ihre Rollen ziemlich gut gespielt zu haben. Alida Valli sei schön und intensiv als italienisches Mädchen, das der Aufstieg inspiriere, den Kontakt mit ihrem Vater, der auf dem ‚Weißen Turm‘ getötet wurde, herzustellen und zu verarbeiten. Glenn Ford sei genial und ausdauernd als junger Amerikaner und von heiterer Gelassenheit. Lloyd Bridges hingegen gebe sich kalt und überlegen als Ex-Nazi und wolle stets der Größte sein. Claude Rains langweile in seiner Rolle als geschwätziger Schwächling, Sir Cedric Hardwicke sei mitleiderregend und Oscar Homolka sei als Bergführer überzeugend.
Dennis Schwartz sprach von einem symbolischen Melodram, das mit einer talentierten Besetzung aufwarten könne und vor allem wegen seiner feinen Action-Sequenzen unterhaltsam sei. Erwähnenswert sei, dass der Kanadier Ford einen Amerikaner spiele, der Amerikaner Bridges einen Deutschen, der Österreicher Homolka einen Schweizer und der Brite Rains einen Franzosen. Alida Valli hingegen sei zu Recht als Italienerin besetzt, und auch der Brite Hardwicke werde getreu seiner wahren Nationalität eingesetzt.
Das Urteil der Bischofskonferenz der Vereinigten Staaten befand, die Pracht der Alpen und die Klettersequenzen überträfen bei weitem die protzigen im Studio entstandenen Charakterstudien. Fazit: Viel Gefahr und einiges an stilisierter Härte.
Emily Soares äußerte, es handele sich zwar um einen Nachkriegsfilm, der eine schwierige Bergbesteigung zum Thema habe, das stehe aber nur symbolisch für die Reorganisation der Welt im Gefolge des Zweiten Weltkriegs und die Sinnsuche der Menschen. Jeder der sechs Menschen, die sich entschließen die gefährliche Bergtour zu wagen, habe einen eigenen Charakter und seine ganz eigenen Gründe für das gefährliche Unterfangen.
Wie schon Scott und Dmytryk wurde auch Paul Jarrico einige Zeit nach beiden auf die schwarze Liste des Komitees für unamerikanische Umtriebe gesetzt. Auch Lloyd Bridges geriet in den Blickwinkel des Komitees, wurde aber vom FBI entlastet und konnte seine Karriere fortsetzen. Glenn Ford, dessen Karriere in der Kriegszeit wegen seines Militärdienstes unterbrochen worden war, konnte diese jedoch mit dem 1946 erschienenen Filmmelodram Gilda nahtlos fortsetzen. Alida Valli, die kurzzeitig als die neue Garbo gehandelt wurde, konnte in den USA nur mäßige Erfolge verbuchen und drehte nach ihrer Rückkehr nach Europa weit erfolgreichere Filme.